# Liste des évêques de Foligno
 (février 2024).
Si vous disposez d'ouvrages ou d'articles de référence ou si vous connaissez des sites web de qualité traitant du thème abordé ici, merci de compléter l'article en donnant les références utiles à sa vérifiabilité et en les liant à la section « Notes et références ».

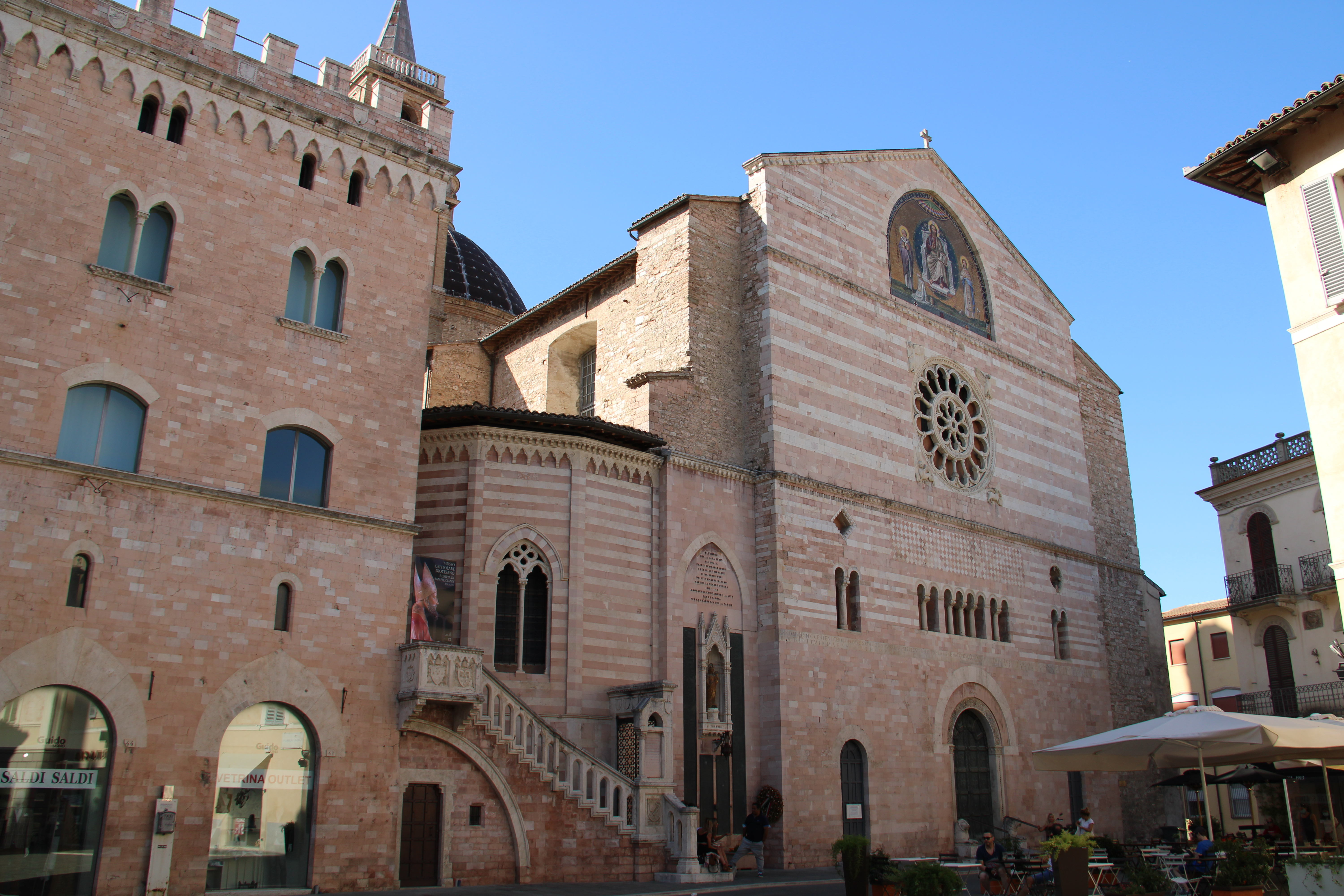
La cathédrale Saint-Félicien de Foligno.

Le diocèse de Foligno est un diocèse italien en Ombrie avec son siège à Foligno. À partir de 1972, le diocèse est un suffragant de l'archidiocèse de Perugia-Città della Pieve. Le diocèse est fondé dès le Ier siècle.

## Évêques
- Saint  Crispoldo de Jérusalem (vers 58)
- Saint Brizio
- Saint Félicien Ier (193–249)
- ? (253–256)
- Félicien II (296–338)[2]
- Paul (350)
- Urbain (475–498)
- Fortunatus (498–504)
- Saint Vincent de  Laodicea (523–551)
- Saint  Candide (590–602)
- Giacomo (602–642)
- Floro (676–700)
- Eusèbe (740–760)
- Doroteo (830–850)
- Domenico (850–860)
- Argisio (861)
- Onofrio (870)
- Benoît Ier (987)
- Longino (995–1029)
- Bérard (1029)
- Enrico (1031–1047)
- Sigemanno (1047)
- Azzo degli Atti (1049–1077)
- Saint Bonfiglio (1078–1094)
- Margante Marganti (1094–1098)
- André (1099–1123)
- Marc (1123–1138)
- Benoît  II (1138–1155)
- Anselm degli Atti (1155–1201)
- Gerardo (1201–1208)
- Egidio degli Atti (1208–1243)
- Berardo Merganti (1243–1264)
- Paperone de’ Paperoni (1265–1285)
- Berardo de Comitibus (1285–1296)
- Giacomo degli Anastasi (1296)
- Bartolomeo Caetani (1296–1304)
- Ermanno degli Anastasi (1304–1307)
- Bartolòmino Giuntoncini Sigisbuldi (1307–1326)
- Paolo III Trinci (1326–1363)
- Rinaldo Ier Trinci (1363–1364)
- Giovanni Angeletti (1364–1397)
- Onofrio Ier Trinci (1397–1403)
- Federico Frezzi (1403–1416)
- Niccolò Ferragatti (1417–1421)
- Gaspare (1421–1423)
- Giacomo Berti (Elmi) (1423–1437)
- Rinaldo II Trinci (1437–1439)
- Cristoforo Corfini Boscari (1439 -1444)
- Antonio Bolognini (1444 -1461)
- Bartolomeo Tonti (1461) (administrateur apostolique)
- Antonio Bettini (1461 - 1487)
- Francesco Rosa (1486 -1489)
- Luca Borsciani Cybo (1489- 1522)
- Bernardino Carvajal (1522 - 1523)
- Rodrigo Carvajal (1523- 1539)
- Fabio Vigili (1539- 1540)
- Blosio Palladio (1540 -1547)
- Isidoro Chiari (1547- 1555)
- Tambusio Ercole (1555)
- Sebastiano Portico (1555 -1556)
- Giovanni Angelo Medici (1556 - 1557)
- Giovanni Antonio Serbelloni (1557 -1560)
- Clemente d'Olera (1560 -1568)
- Tommaso Orfini (1568 - 1576)
- Ippolito Bosco (1576- 1582)
- Troilo Boncompagni (1582-1584)
- Costanzo Bargellini (1584-1585)
- Marcantonio Bizzoni (1586- 1606)
- Francesco II  Simonetta (1606 -1612)
- Porfirio Feliciani (1612- 1634)
- Cristoforo II Caetani (1634 -1642)
- Antonio III Montecatini (1642-1668)
- Marcantonio II Vicentini (1669-1683)
- Giovanni Battista Pallotta (1684- 1698)
- Giulio Troili (1698 -1712)
- Dondazio Alessio Malvicini (1712-1717)
- Giosafat Battistelli (1717- 1735)
- Francesco Maria Alberici (1735- 1741)
- Mario Antonio Maffei (1741- 1777)
- Giuseppe Maria Morotti (1777- 1777)
- Gaetano Giannini (1777-1785)
- Filippo Trenta (1785- 1795)
- Antonio Moscardini (1796–1818)
- Stanislao Lucchesi (1818–1830)
- Ignazio Giovanni Cadolini (1831–1832)
- Arcangelo Polidori (1834–1843)
- Nicola Belletti (1843–1864)
- Nicola Crispigni (ou Grispigni) (1867–1879)
- Vincenzo Serarcangeli (1879–1888)
- Federico Federici (1888–1892)
- Albino Angelo Pardini CRL (1893–1894)
- Carlo Bertuzzi (1895–1910)
- Giorgio Gusmini (1910–1914)
- Carlo Sica (1915–1917)
- Stefano Corbini (1918–1946)
- Secondo Chiocca (1947–1955)
- Siro Silvestri (1955–1975)
- Giovanni Benedetti (it) (1976–1992), évêque titulaire de Limata (de)
- Arduino Bertoldo (1992–2008)
- Gualtiero Sigismondi (it) (2008-2020), nommé évêque d'Orvieto-Todi
- Domenico Sorrentino (it) (2021-)